# Condom d'Aubrac
Condom-d'Aubrac és un municipi del departament francès de l'Avairon, a la regió d'Occitània. Està situat a l'Aubrac.